# 1109 هـ
ألف ومئة وتسعة 1109 هـ هي سنة في التقويم الهجري امتدت مقابلةً في التقويم الميلادي بين سنتي 1697 و1698.

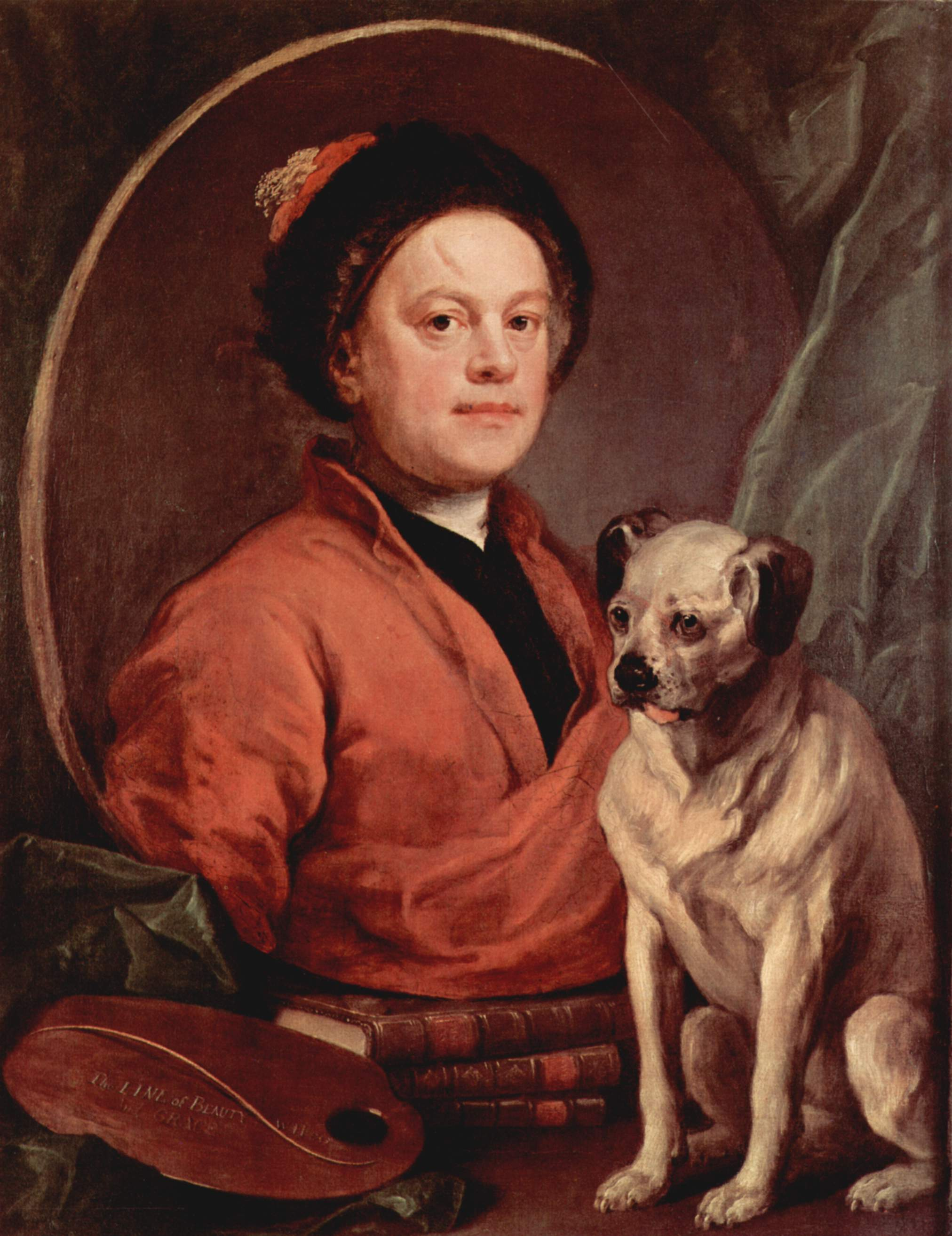
وليم هوجرت

## مواليد
- محمد بن سعود، بن محمد بن مقرن ؛ مؤسس الدولة السعودية الأولى.
- وليم هوجرت

## وفيات
- 22 جمادى الأولى، عبد الكريم بن سعودي الغزي ؛ فقيه شافعي وأصولي.